# Institut Alfredo Vásquez Acevedo
Pour les articles homonymes, voir Acevedo.
L'Institut Alfredo-Vásquez-Acevedo (connu sous son acronyme IAVA, Instituto Alfredo Vásquez Acevedo), est un lycée public situé à Montevideo, en Uruguay. Identifié comme Liceo No. 35 de Montevideo, il est nommé en l'honneur du juriste et homme politique Alfredo Vásquez Acevedo (en) .
Installé dans un bâtiment de style Art nouveau construit en 1911 par l'architecte Alfredo Jones Brown (en), l'institut a formé un large éventail d'anciens élèves notables, notamment des présidents et des vice-présidents.

## Histoire

Faculté des enseignements secondaires (actuelle IAVA) en 1911

La création de l'institut fait partie de la réforme éducative menée par José Pedro Varela depuis les années 1880. Cela conduit à une transformation de l’enseignement primaire, séparant l’école publique de l’université.
Vers les années 1900, le nombre d’élèves du secondaire augmente considérablement. En 1903, alors que Claudio Williman est recteur de l'université de la République, l'institution reçoit une propriété dans le quartier de Cordón, où se trouvent le siège de la faculté d'enseignement secondaire (actuelle IAVA) et de la faculté de droit (qui servira également comme siège de l'université) sera construit plus tard.

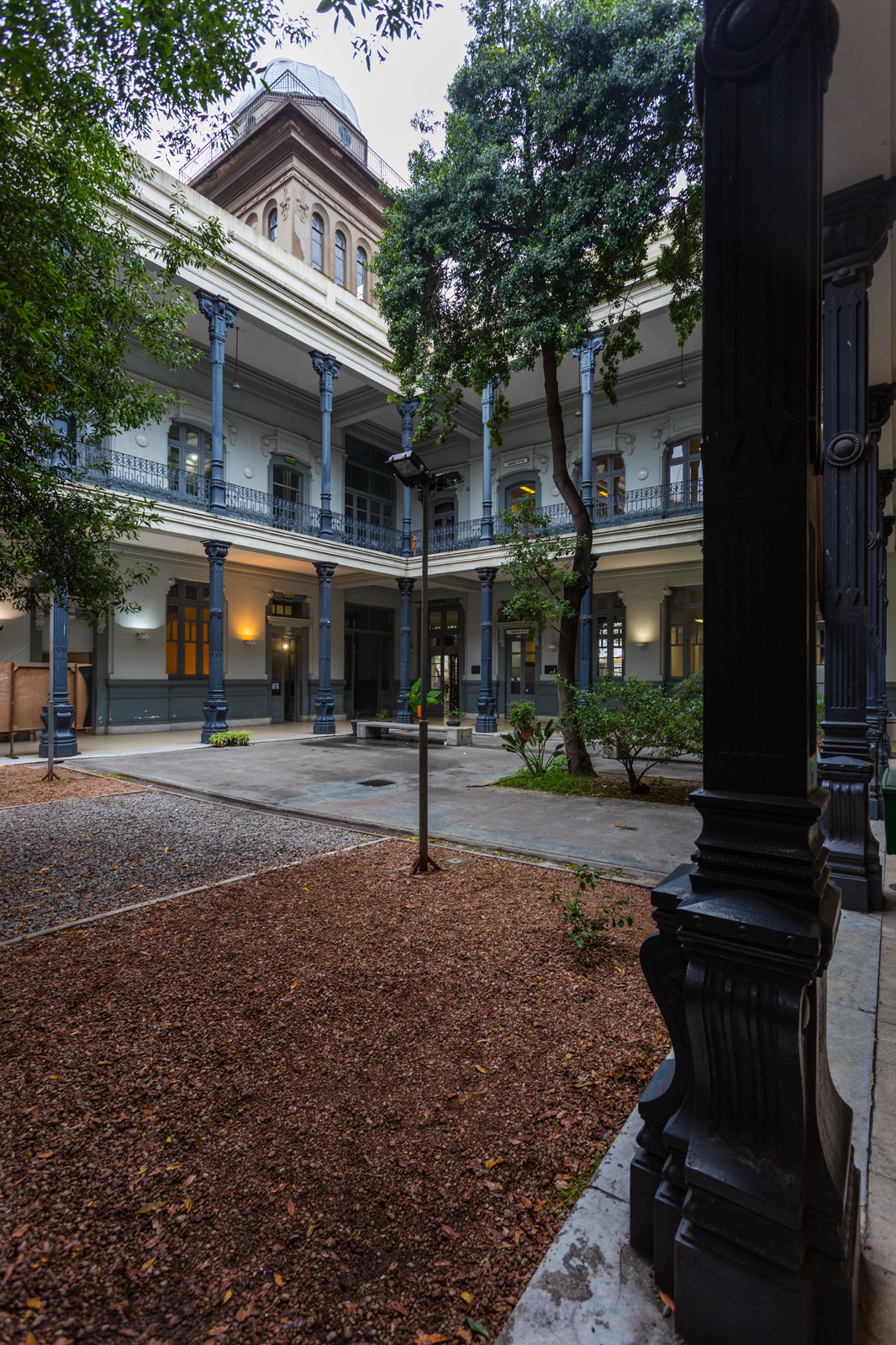
Cour intérieure de l'institut

En 1911, ce qui est alors connu sous le nom de Section d'enseignement secondaire et préparatoire de l'université est inaugurée, étant la première du genre dans le pays. Dans les années 1930, l’enseignement secondaire est désaffilié de l’université. En 1940, l'IAVA cesse d'assurer le cycle de base de l'enseignement secondaire pour devenir une école préparatoire à l'université, ne dispensant que le baccalauréat diversifié .
En 1976, le bâtiment est déclaré monument historique national,. De 2004 à 2009, d'importantes rénovations sont effectuées sur le bâtiment, qui comprennent de nouvelles salles de classe, des laboratoires améliorés et de nouvelles portes et fenêtres, ainsi qu'une rénovation de la façade principale. Pendant que les travaux sont réalisés, une partie des opérations normales de l'institut est transférée dans un bâtiment voisin situé sur l'avenue 18 de Julio .

## Personnalités notables

### Anciens élèves
- Hugo Batalla [12]
- Jorge Batlle
- Luis Antonio Hierro López (en)
- Ernesto Mordecki [13]
- José Mujica [14]
- Jorge Sapelli (en) [15]
- Lucía Topolansky [16]
- Tabaré Vázquez [17]

### Enseignants
- Benjamin Nahum (en) [18]
- Ángel Rama [19]
- Oscar Secco Ellauri (en) [20]